# شوانهایم (فرانکفورت ام ماین)
شوانهایم (به آلمانی: Frankfurt-Schwanheim) یک منطقهٔ مسکونی در آلمان است که در فرانکفورت واقع شده‌است. شوانهایم ۲۰٬۱۲۷ نفر جمعیت دارد.